# Pierre-Édouard Bara
Pour les articles homonymes, voir Baranowski et Bara.
Piotr Edward Baranowski dit Pierre-Édouard Bara, né à Mozyrz (Empire russe), est un peintre polonais. 

## Biographie
Pierre-Édouard Bara est né à la fin du XIXe siècle à Mozyrz, en Polésie (alors dans l'Empire russe).
Il expose à Paris au Salon d'Automne (1922-1924), au Salon des Tuileries entre 1924 et 1929 et au Salon des Indépendants (1927).
Il se fait remarquer en exposant en 1929 une nature morte et un paysage au Salon des Indépendants. Il est surtout connu pour le portrait qu'en a laissé Modigliani en 1918.